# Idaea xanthodeta
Idaea xanthodeta är en fjärilsart som beskrevs av Louis Beethoven Prout 1917. Idaea xanthodeta ingår i släktet Idaea och familjen mätare. Inga underarter finns listade i Catalogue of Life.